# Architektura Lipienicy
Architektura Lipienicy obejmuje zabudowę wiejską pochodzącą głównie z XIX i XX wieku.

## Zabytki
Zabytki w Lipienicy według Narodowego Instytutu Dziedzictwa:
| Nazwa            | Nr rejestru             | Uwagi                                              | Zdjęcie | Inne                                                                  |
| ---------------- | ----------------------- | -------------------------------------------------- | ------- | --------------------------------------------------------------------- |
| Kaplice kalwarii | A/5488/589 z 26.08.1959 | Na terenie miejscowości znajduje się jedna kaplica |         | Zabytek jest uznany za pomnik historii Opactwo Cystersów w Krzeszowie |

Zabytki w Lipienicy według Gminnej Ewidencji Zabytków:
| Rodzaj zabytku                 | Materiał  | Numer | Datowanie          | Zdjęcie |
| ------------------------------ | --------- | ----- | ------------------ | ------- |
| Kapliczka                      | murowana  |       | 3 ćwierć XIX wieku |         |
| Budynek mieszkalny             | murowany  | 13    | 3 ćwierć XIX wieku |         |
| Budynek mieszkalno-gospodarczy | murowany  | 22    | 4 ćwierć XIX wieku |         |
| Budynek mieszkalny             | murowany  | 24    | lata 20 XX wieku   |         |
| Budynek mieszkalny             | murowany  | 26    | ok. 1920 rok       |         |
| Budynek mieszkalno-gospodarczy | murowany  | 39    | 3 ćwierć XIX wieku |         |
| Budynek mieszkalny             | murowany  | 55    | koniec XIX wieku   |         |
| Budynek mieszkalny             | murowany  | 57    | 3 ćwierć XIX wieku |         |
| Budynek mieszkalny             | murowany  | 59    | koniec XIX wieku   |         |
| Budynek mieszkalny             | drewniany | 61    | 3 ćwierć XIX wieku |         |

## Kapliczki
Kapliczki w Lipienicy ustawione w kolejności występowania, począwszy od strony Krzeszowa.

### Krzyż przydrożny w Lipienicy przy posesji nr 37

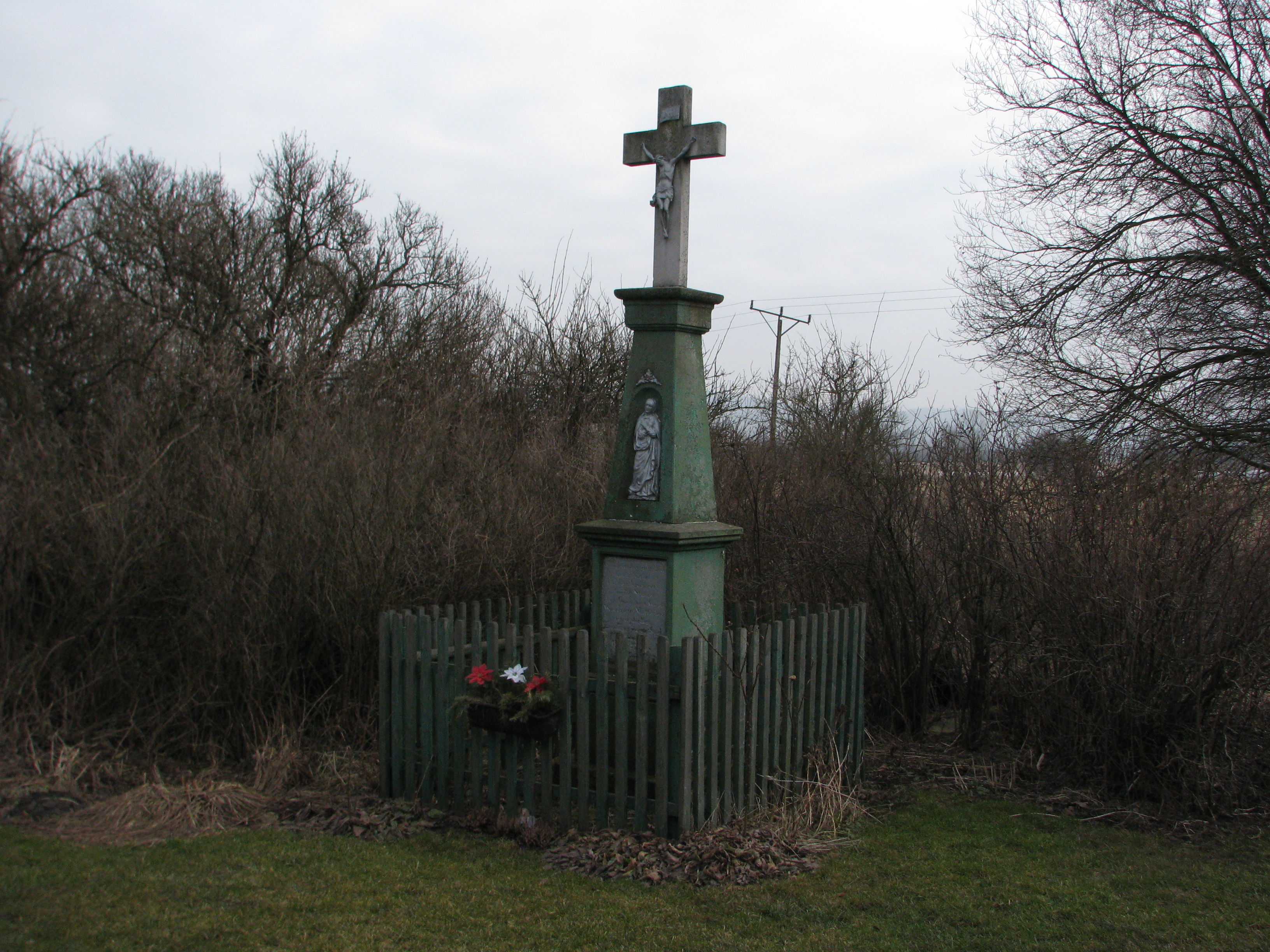

Stoi przy posesji nr 37. Na miejscu zniszczonego krzyża (zapewne żeliwnego), umieszczono nowy wykonany z lastriko, z Ukrzyżowanym Chrystusem odlanym z żeliwa. Posiada oryginalny, o wysokości 270 cm, piaskowcowy postument z 1896 roku, zachowany w dobrym stanie. W górnej części postumentu, we wnęce, znajduje się figurka Matki Boskiej Bolesnej.
W dolnej przedniej części postumentu widnieje napis:
„Gieb Jesu das Dein Tod mich schütze und Dein Kreuz sei meine Stütze. Deine Gnade mein Matterleib wrid sterben.”
Po polsku oznacza to:
„Daj Jezu, aby Twoja śmierć mnie chroniła, a Krzyż był moją podporą. Twoja łaska moim towarzyszem, kiedy moje kruche ciało będzie umierać.”
Na lewym boku widnieje drugi napis:
„Errichtet zur Ehre Gottes von Familie Heinzel 1896”
Po polsku oznacza to:
„Ufundowano na Bożą chwałę przez rodzinę Heinzel w 1896 roku”

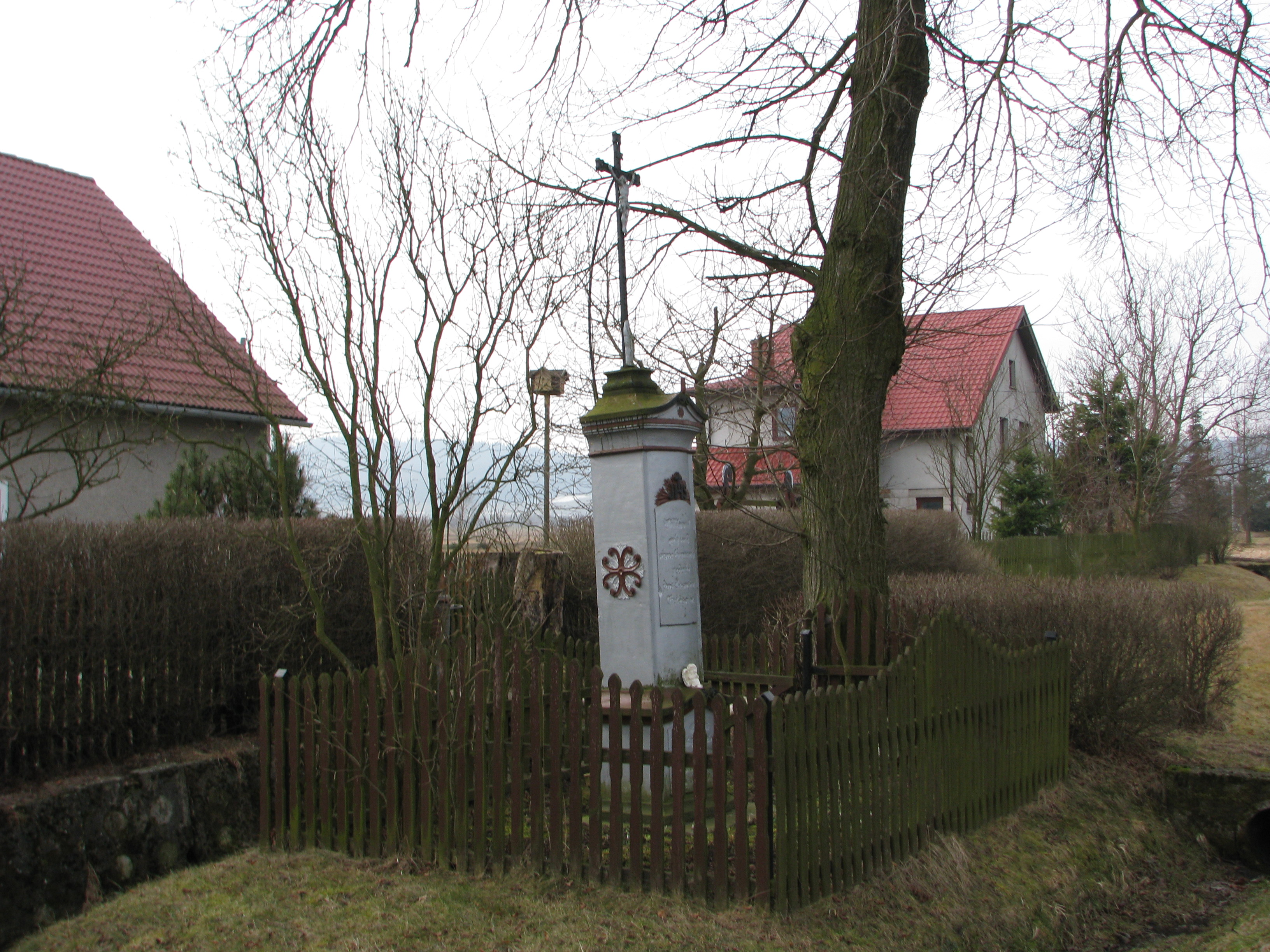

### Krzyż w Lipienicy przy posesji nr 41
Stoi przy posesji nr 41. Postawiono go w 1907 roku. Podobne obiekty z przełomu XIX wieku i XX wieku mają wysokość ok. 400 cm. Ten ma również taką miarę: sam krzyż ma 150 cm wysokości, zaś postument ma 250 cm. Ażurowy odlew krzyża jest zdobiony w środku ornarmentem roślinnym. Nad głową Pana Jezusa znajduje się tabliczka, z niewidocznym napisem INRI. Chrystus ma osobno przybite nogi. Na dole jest ustawiona kapliczka Matki Boskiej Bolesnej. Piaskowcowy postument jest trzyczęściowy.
Na słupie widnieje napis:
„O mensch, geh nicht ohne Gruss vorbrei, gedanke dass Jesus dein Erlöser sei.”
Po polsku oznacza to:
„Człowieku, nie przechodź obok bez pozdrowienia, pomyśl, że Jezus jest twoim Zbawicielem.”

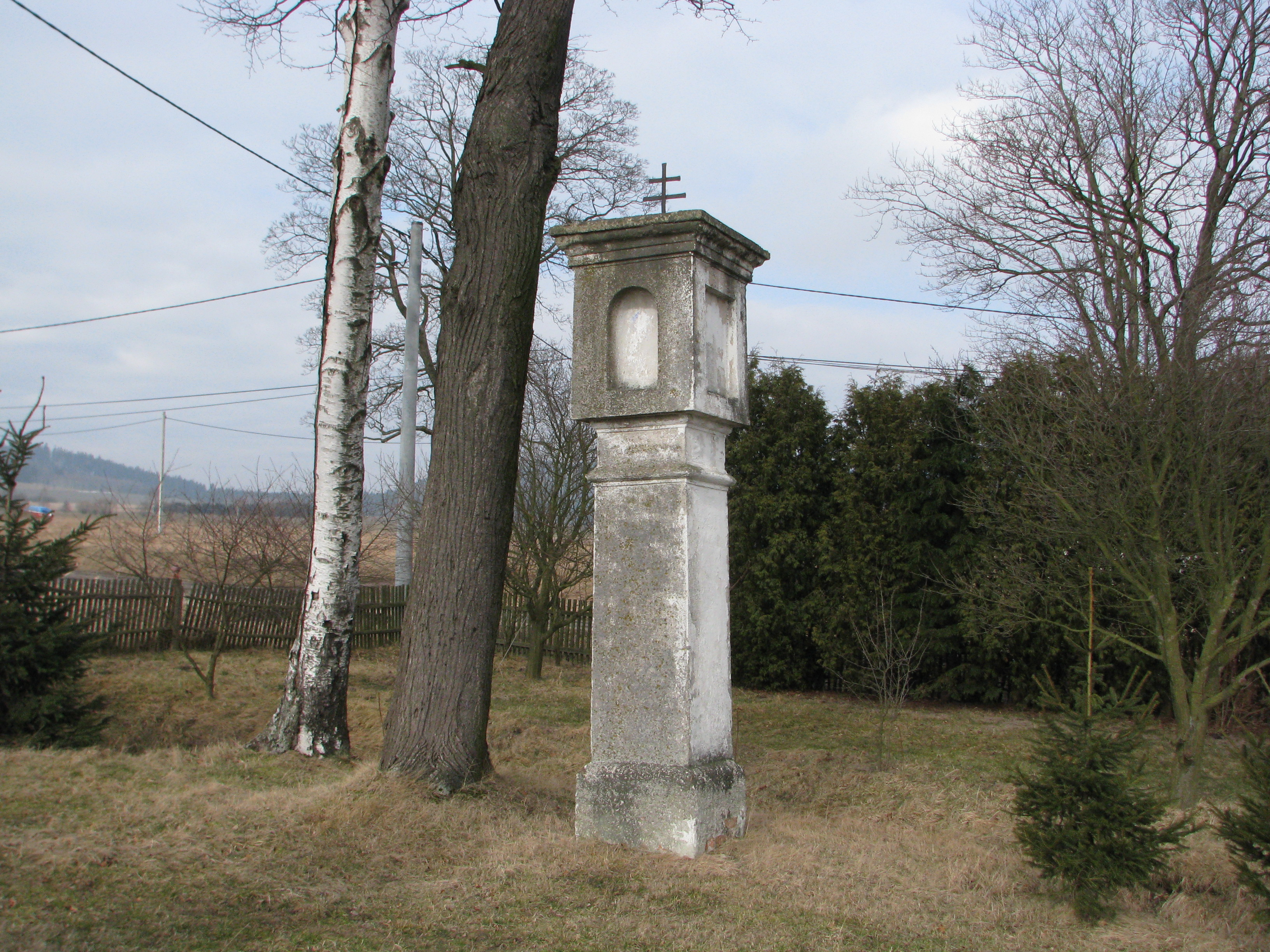

### Kapliczka słupowa w Lipienicy przy posesji nr 43
Stoi przy posesji nr 43. Datowana jest na przełom XIX i XX wieku. Jest obecnie zaniedbana, nie posiada ani obrazów, ani figur we wnękach. Ma ona wysokość 400 cm. Została wymurowana na planie kwadratu, jej podstawa jest lekko poszerzona. Przed wierzchołkiem gzyms dochodzi do wymiarów jej podstawy, następnie kolumna nieznacznie się zwęża, wywołując wrażenie lekkości domku ustawionego na jej szczycie. Zamyka ją szeroki gzyms z położonym nad nią daszkiem z krzyżykiem.

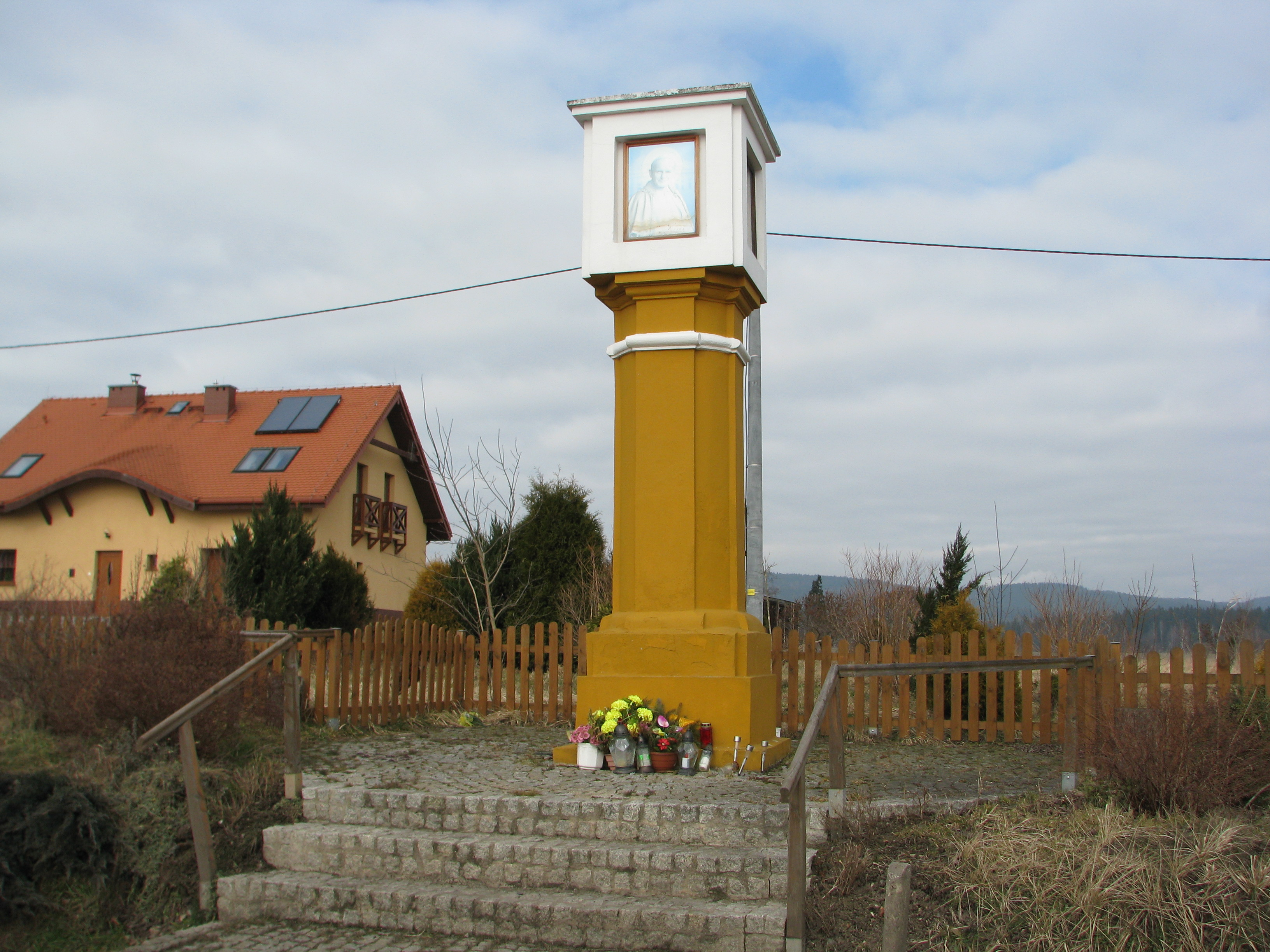

### Kapliczka słupowa w Lipienicy przy posesji nr 25
Stoi przy posesji nr 25, nieopodal budynku byłej szkoły. Jest to jedna z nowszych kapliczek słupowych. Dwuczęściowa, kwadratowa podstawa wyrasta z ziemi na wysokość 80 cm. Nań ustawiona jest ośmiokątna kolumna zakończona gzymsami, Na kolumnie prostopadle do podstawy usadowiony jest kwadratowy domek.

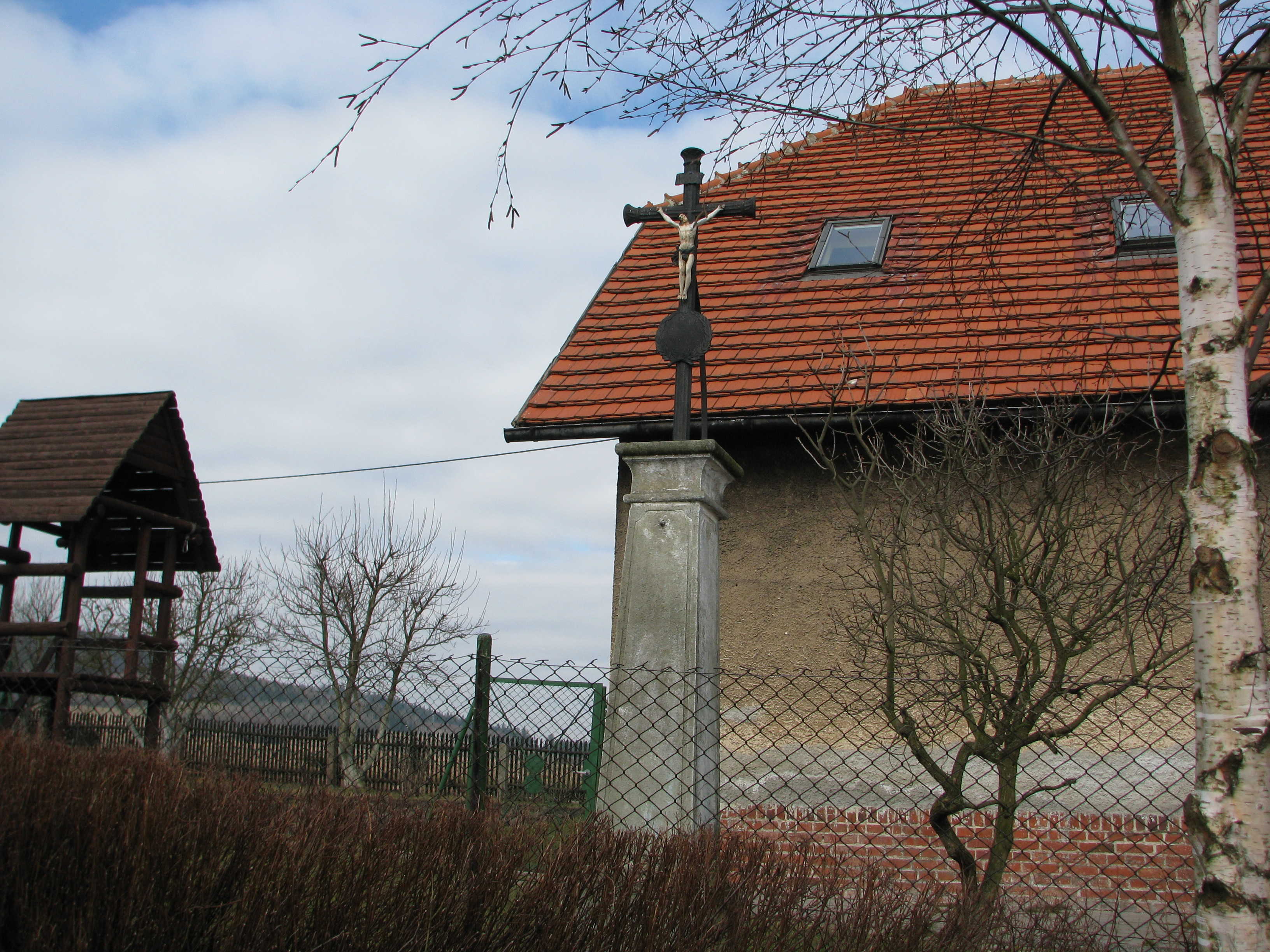

### Krzyż w Lipienicy na posesji nr 24
Krzyż jest usytuowany przed dawnym budynkiem szkolnym w Lipienicy. Postać Chrystusa odlano z żeliwa. Nad głową Jezusa umieszczono prostokątną tabliczkę INRI, a pod stopami okrągłą, zdobioną roślinnym ornamentem. Krzyż od tyłu umocniony został żelaznym prętem. Postument (wysokość 250 cm) składa się z dwóch części. Poza rokiem budowy - 1867, nie zachował się na nim żaden inny napis. Latem postument jest mało widoczny, ponieważ dolną jego część zasłaniają zielone pnącza.

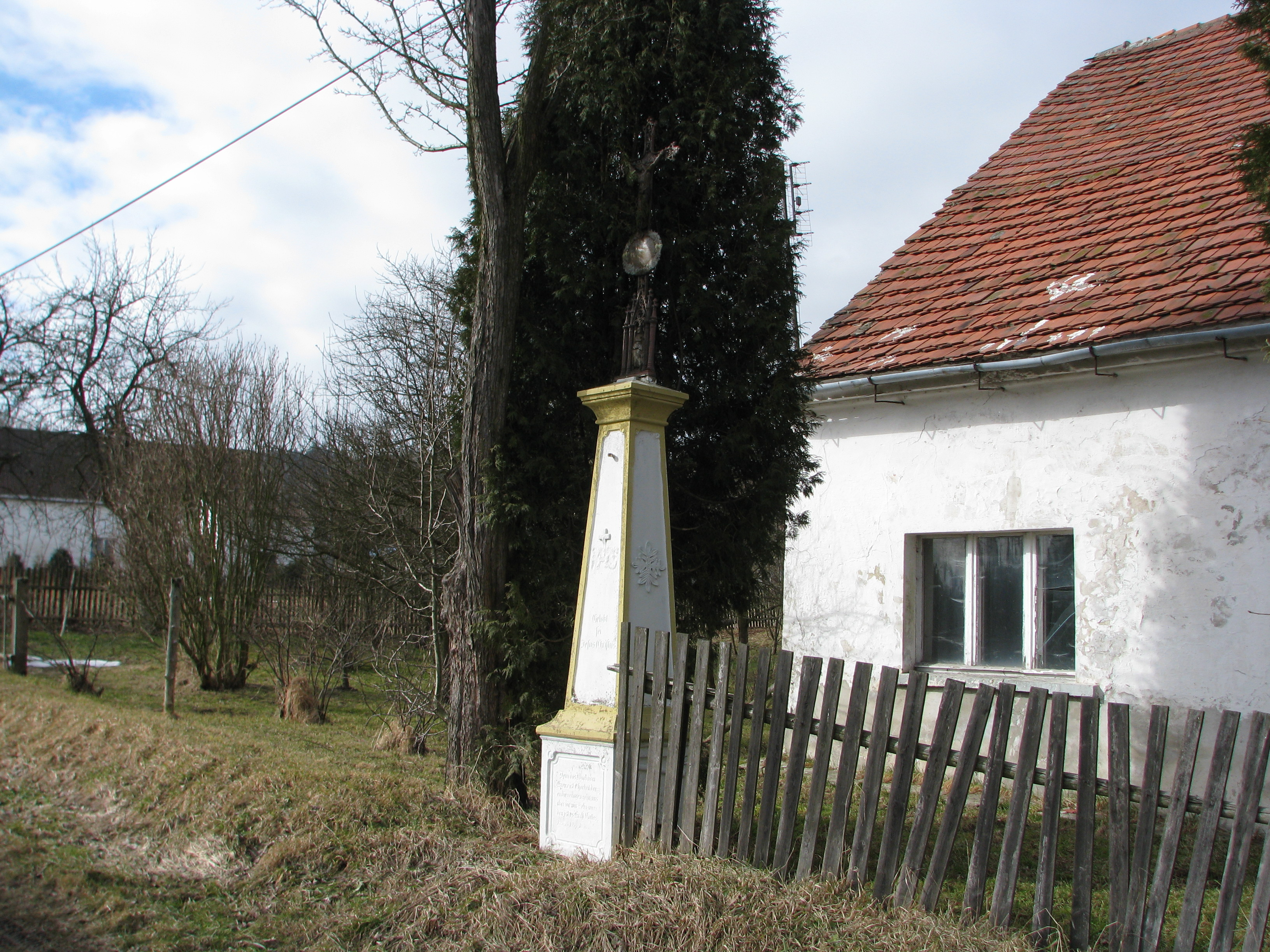

### Krzyż w Lipienicy przy posesji nr 14
Krzyż stoi na przy drodze, na granicy posesji nr 14. Jego wykonawcą był Duffeck. Posiada wykonany z żeliwa ażurowy krzyż. Ponad głową Jezusa znajduje się prostokątna tabliczka z napisem INRI. Pod nogami Chrystusa jest okrągła tabliczka, bez napisów, ozdobiona ornamentem roślinnym. U samego dołu krzyża usadowione są cztery kolumienki, stanowiące otoczenie dla figurki Matki Boskiej Bolesnej. Postument składa się z trzech części. Na ścianie frontowej widnieje emblemat IHS, a na bocznych ornamenty roślinne. Wszystkie boki dolnej części zajmują napisy w języku niemieckim. Oprócz pozdrowienia i cytatu z Pisma Świętego (1 Kor 1,18), znajduje się tu aforyzm, poniżej tłumaczenie na język polski:
Człowieku pomyśl, stań nad gorzkimi cierpieniami i śmiercią naszego Pana Jezusa, abyś w przyszłości był zbawiony.
Z tyłu widnieje informacja o fundacji krzyża:
Liebe Jesu stiftete der Stellenbesitzer Johann Höptner und desen Ehefrau Anna geborene Reus 1898
Po polsku oznacza to:
Ten pomnik ufundował właściciel zajazdu i jego żona Anna z domu Reus w 1898 roku.

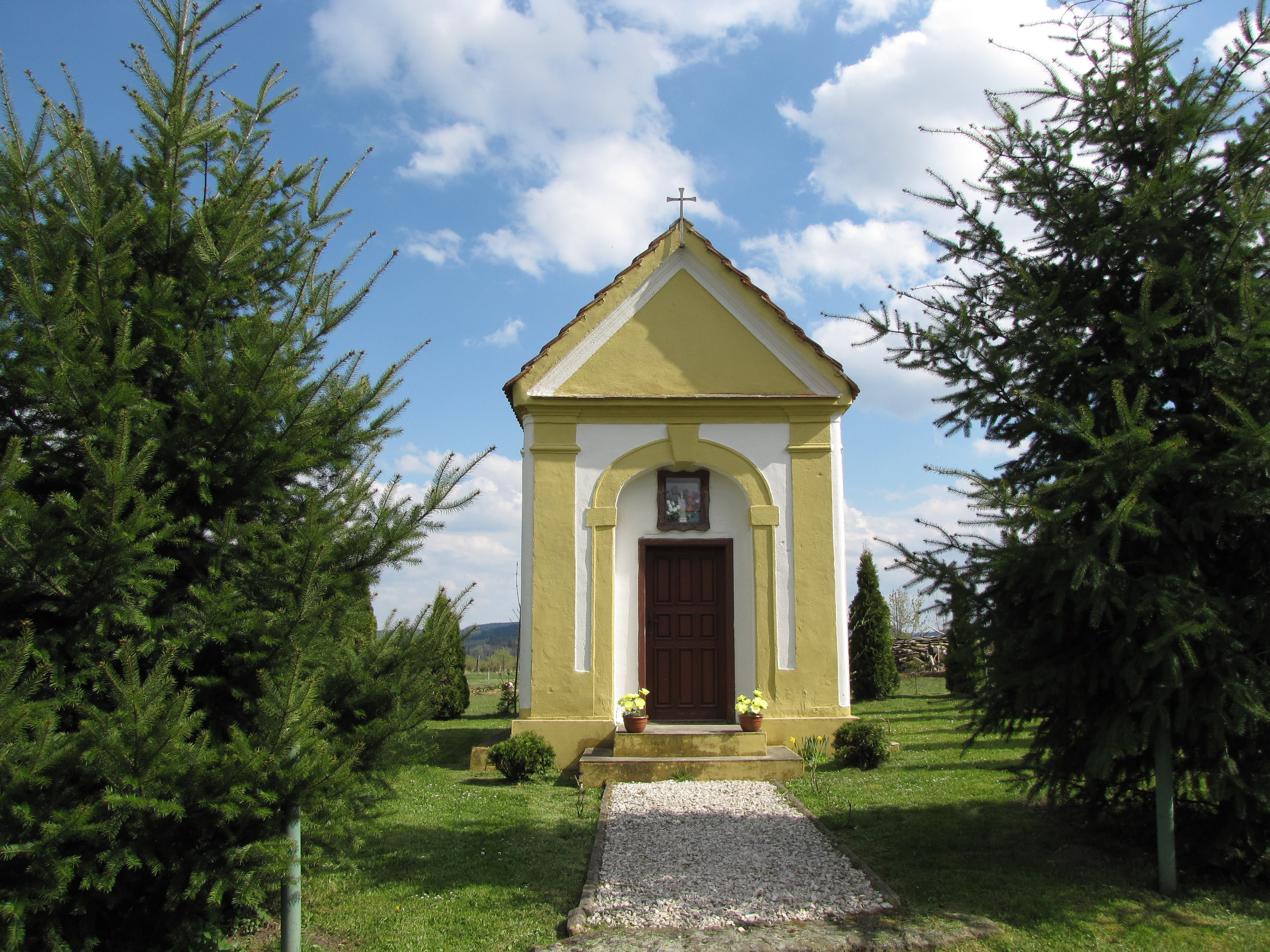

### Kapliczka domkowa w Lipienicy
Ta kapliczka jest największą kapliczką w Lipienicy. Odbywa się w niej święcenia pokarmów przed Wielkanocą. pochodzi z 3 ćw. XIX w.. Jest założona na prostokącie i nakryta dwuspadowym daszkiem. Jej naroża są akcentowane pilastrami.

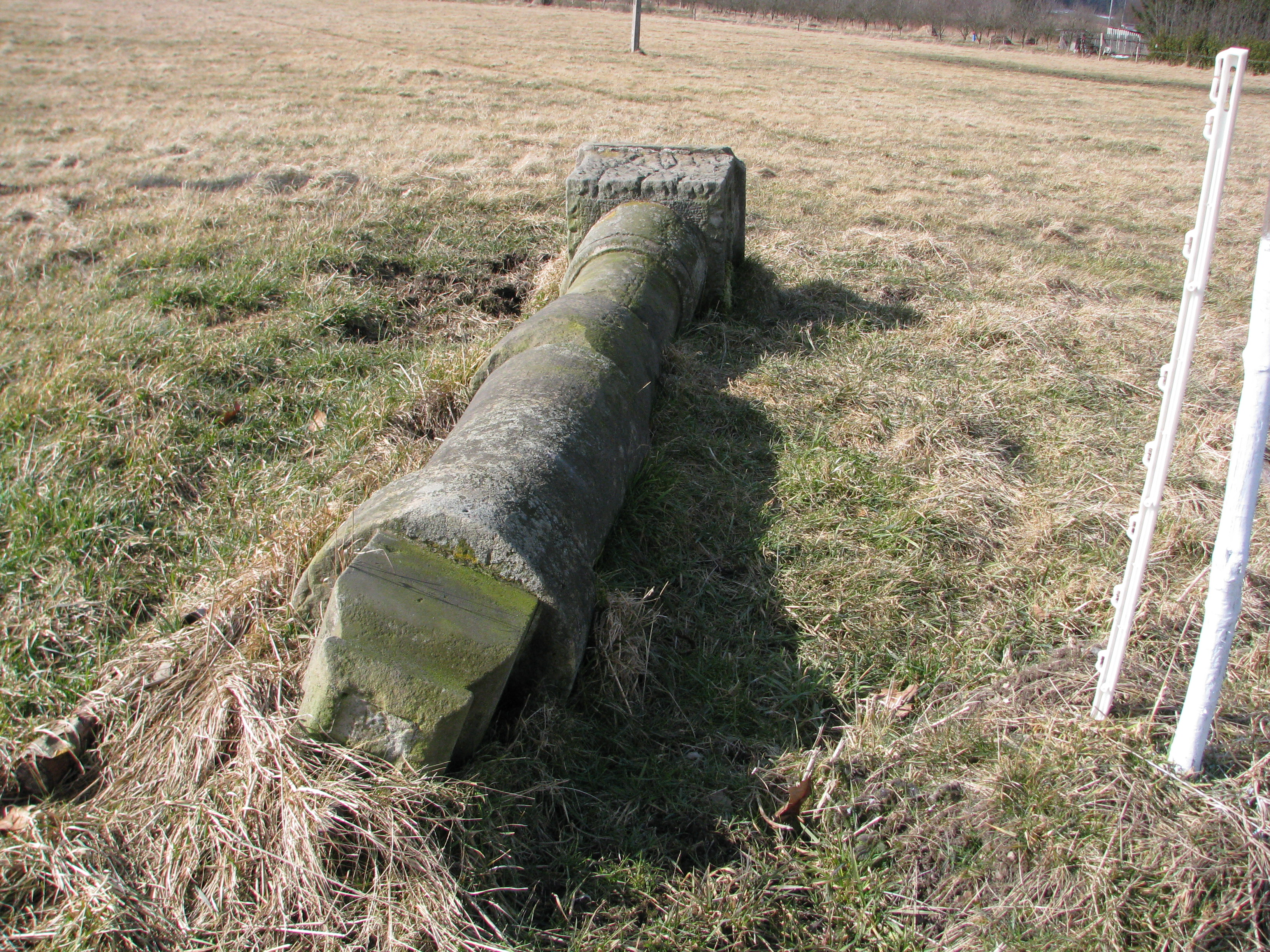

### Kapliczka słupowa w Lipienicy przy drodze polnej do Jawiszowa
Ta kapliczka stoi przy drodze polnej do Jawiszowa. Obecnie jest przewrócona. Została wybudowana w roku 1846.

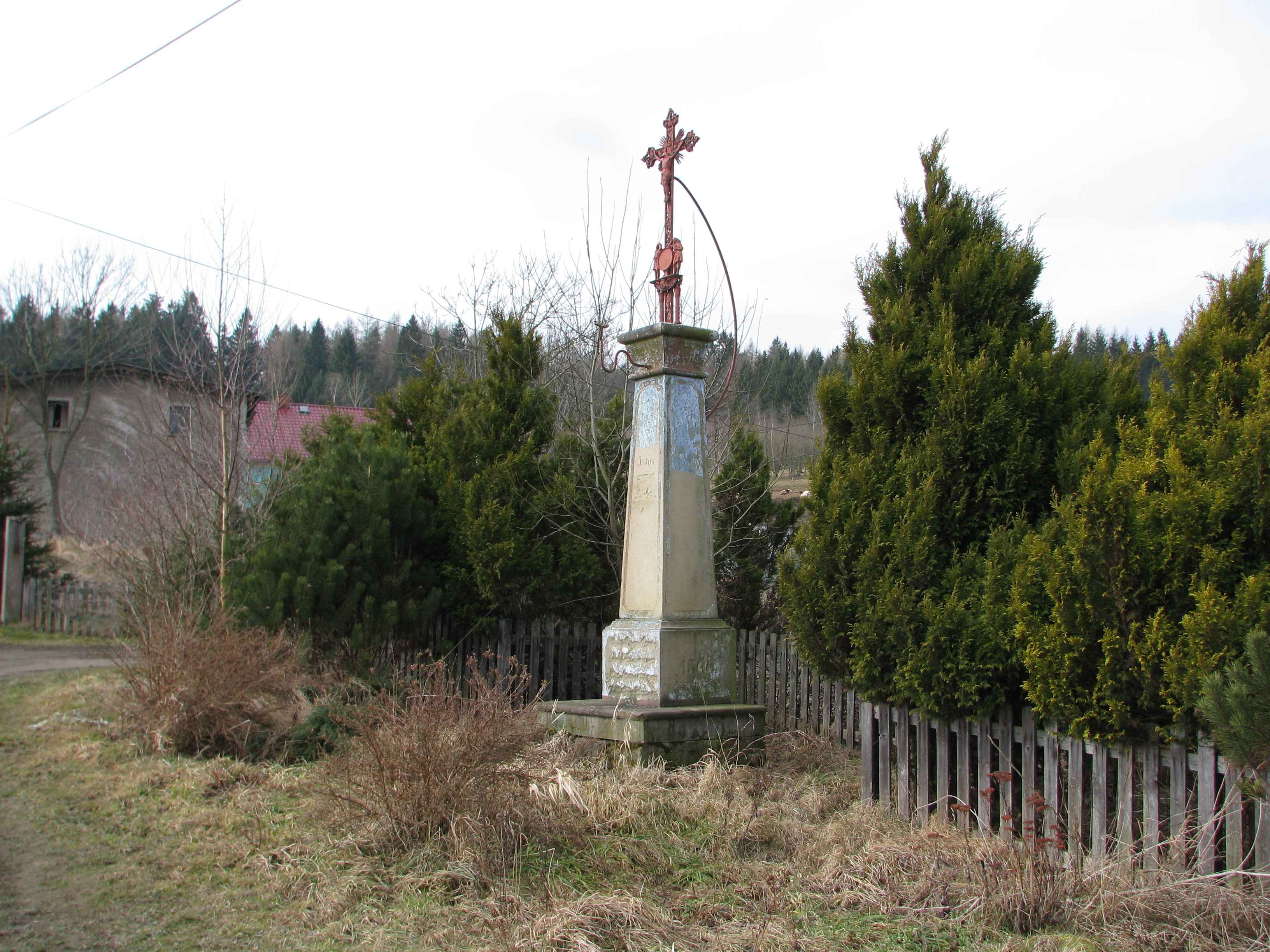

### Krzyż przydrożny w Lipienicy przy posesji nr 2
Ten przydroży krzyż ma wysokość 400 cm. Jest wykonany ze stali i piaskowcowego kamienia. Krzyż odlano z żeliwa precyzyjnie, na co wskazują kunsztownie wykonane zakończenia ramion i ażurowe belki. Postać Chrystusa (również z żeliwa) przykręcona do krzyża. Głowa Ukrzyżowanego przechylona jest do tyłu i oparta na prawym ramieniu, oczy natomiast wzniesione ku niebu. Nad głową napis: INRI. Pod stopami, na kolumienkach stoi dwóch młodzieńców w białych szatach, a między nimi okrągła tabliczka - obecnie bez napisu. Poniżej anioł. Postument złożony z trzech części został pozbawiony napisów z wyjątkiem daty: 1866.

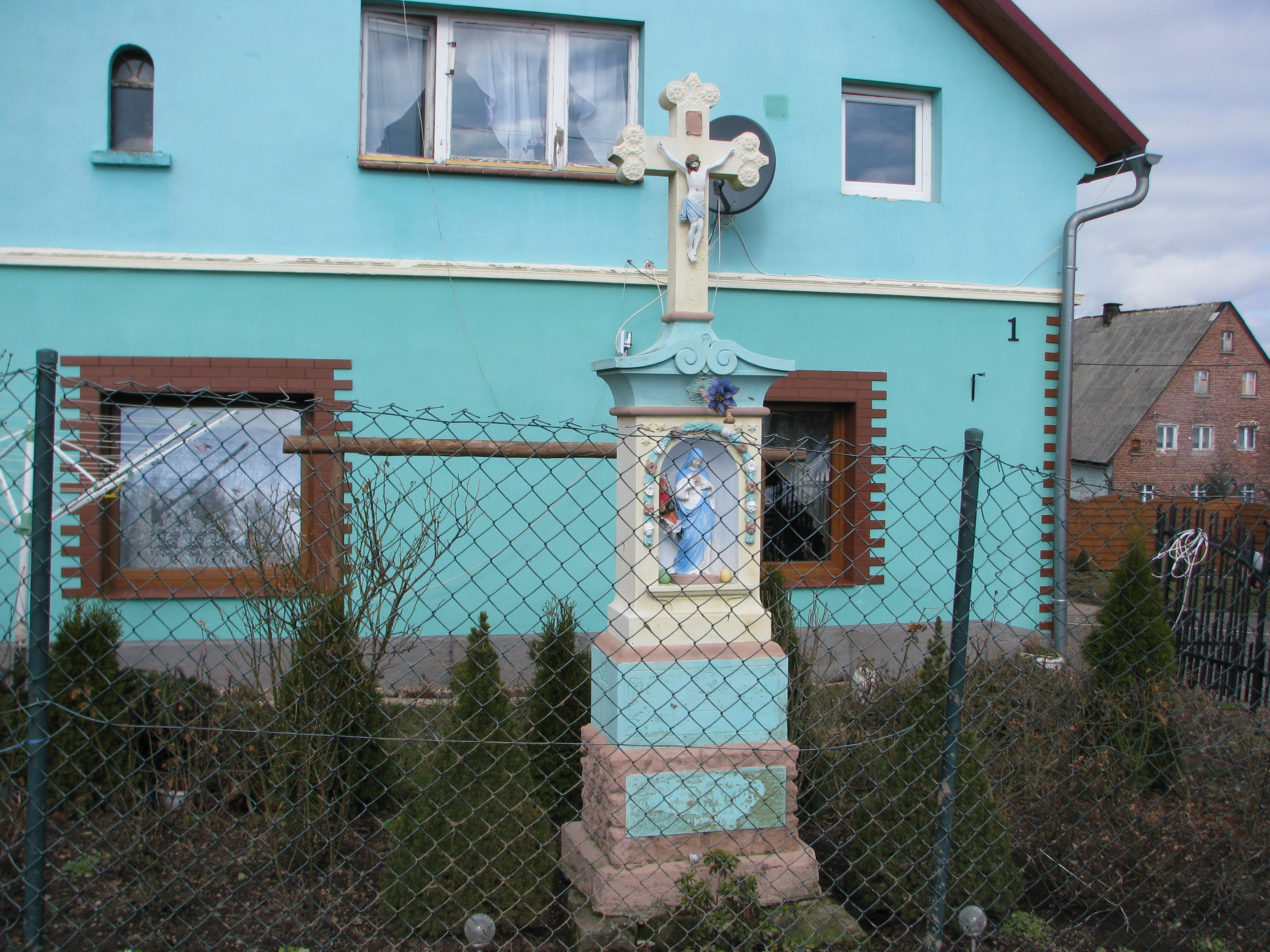

### Krzyż w Lipienicy na posesji nr 1
W przydomowym ogródku, wśród kwiatów, na posesji nr 1 w Lipienicy - za ogrodzeniem - stoi piaskowcowy krzyż prawdopodobnie z początku XX w.. Uwagę przechodzących zwracają w nim misternie wyrzeźbione motywy kwiatowe na zakończeniach ramion krzyża i wokół wnęki postumentu. We wnęce umieszczono, prawdopodobnie już po II wojnie światowej, figurkę Niepokalanego Serca Maryi. Daszek przykrywający postument wykończono ślimacznicami i wielobarwnie pomalowano.